# Live (album Ewy Farnej)
Live – pierwszy polski album koncertowy polskiej wokalistki Ewy Farnej. Premiera albumu odbyła się 14 listopada 2011 roku nakładem wydawnictwa Magic Records.
Album uzyskał w Polsce status złotej płyty.

## Opis płyty
Album zawiera zapis koncertu urodzinowego artystki, który odbył się 7 września 2011 roku w sosnowieckiej hali Expo Silesia. Dwupłytowe wydawnictwo składa się z DVD oraz CD, jednak istnieje również wersja składająca się tylko z płyty CD. Na DVD znajduje się pełny zapis koncertu obejmujący wszystkie dwadzieścia piosenek, natomiast na CD znalazło się tylko dwanaście utworów.
Oprócz samego koncertu, na DVD jako bonus zamieszczono teledyski do siedmiu polskich singli artystki, a także 25 minutowy materiał pt. Secret scenes.

## Lista utworów
| Nr  | Tytuł utworu                | Długość |
| --- | --------------------------- | ------- |
| 1.  | „Razem sam na sam”          |         |
| 2.  | „S.O.S. Pomocy!”            |         |
| 3.  | „Tam gdzie nie ma dróg”     |         |
| 4.  | „Nie jesteś wyspą”          |         |
| 5.  | „Śmiej Się”                 |         |
| 6.  | „Dmuchawce, latawce, wiatr” |         |
| 7.  | „La la laj”                 |         |
| 8.  | „Uwierzyć”                  |         |
| 9.  | „Nie chcę się bać”          |         |
| 10. | „Ogień we mnie”             |         |
| 11. | „Cicho”                     |         |
| 12. | „Kto więcej da?”            |         |
| 13. | „Zwiodę Cię”                |         |
| 14. | „Maska”                     |         |
| 15. | „Nie przegap”               |         |
| 16. | „Bez Łez”                   |         |
| 17. | „Ekranowa Lalka”            |         |
| 18. | „Wyrwij się”                |         |
| 19. | „EWAkuacja”                 |         |
| 20. | „Deszcz”                    |         |

| Nr  | Tytuł utworu        | Długość |
| --- | ------------------- | ------- |
| 1.  | „Razem sama na sam” | 4:59    |
| 2.  | „S.O.S. Pomocy!”    | 4:51    |
| 3.  | „Nie jesteś wyspą”  | 4:12    |
| 4.  | „La la laj”         | 4:18    |
| 5.  | „Uwierzyć”          | 4:45    |
| 6.  | „Nie chcę się bać”  | 5:20    |
| 7.  | „Cicho”             | 5:35    |
| 8.  | „Maska”             | 3:50    |
| 9.  | „Nie przegap”       | 4:56    |
| 10. | „Ekranowa Lalka”    | 6:20    |
| 11. | „EWAkuacja”         | 4:22    |
| 12. | „Deszcz”            | 6:28    |
|     |                     | 59:56   |

## Materiały dodatkowe

### Bonus
| Nr | Tytuł utworu                | Długość |
| -- | --------------------------- | ------- |
| 1. | „Tam gdzie nie ma dróg”     | 3:23    |
| 2. | „Cicho”                     | 3:24    |
| 3. | „Dmuchawce, latawce, wiatr” | 2:11    |
| 4. | „La la laj”                 | 2:46    |
| 5. | „EWAkuacja”                 | 2:46    |
| 6. | „Bez Łez”                   | 3:03    |
| 7. | „Monster High”              | 2:26    |
|    |                             | 19:59   |

### Secret scenes
Materiał pt. Secret Scenes zawiera m.in. filmy z przygotowań i prób do koncertu, wideo z sesji zdjęciowej, zapis wizyty wokalistki w Zespole Szkół Specjalnych w Sosnowcu, zwiedzanie miasta, urywki z koncertu oraz podziękowania dla fanów.

## Twórcy
| Zespół - Ewa Farna – śpiew, perkusja - Jan Steinsdörfer – instrumenty klawiszowe, fortepian - Tomáš Lacina - gitara basowa - Martin Chobot - gitara elektryczna - Tomáš Fuchs - gitara elektryczna - Lukáš Pavlík - perkusja, gitara akustyczna |